# 船山裕士
船山裕士（ふなやま ゆうじ、1992年〈平成4年〉7月13日 - ）は、日本のプロバスケットボール選手。奈良県葛城市出身。ポジションはパワーフォワード。3x3.EXE PREMIER・KOBE DPRO.EXE所属。

## 来歴
関西福祉大学金光藤蔭高等学校、九州産業大学を卒業し、bjチャレンジリーグの広島ライトニングに加入。bjリーグ 2015-16シーズンに向けて行われた2015年のbjリーグドラフト会議で、東京サンレーヴスから5巡目で指名されて入団、プロ選手となる。しかし東京では出場機会が無く、シーズン途中の11月に退団。その後、2015-16シーズンよりbjリーグに加入した古巣の広島ライトニングに戻り37試合に出場した。
2017年8月から12月まで、B3・埼玉ブロンコスに練習生として加わった後、12月22日、B2・秋田ノーザンハピネッツと選手契約を結ぶ。秋田では4度の先発出場を含む29試合に出場、1試合平均の出場時間は7.2分で、0.7得点の記録を残した。
2018-19シーズンはB2・青森ワッツと契約し、2019年1月までに16試合に出場したが、出場機会を求めて2019年1月25日、故郷のB2・バンビシャス奈良にレンタルされることになった。
シーズン終了後に、青森ワッツとの契約を満了し退団、その後バンビシャス奈良へ完全移籍。
2020-21シーズンよりB2・ライジングゼファーフクオカへ移籍。

## 個人成績
| シーズン         | チーム | GP | GS | MPG  | FG%  | 3P%  | FT%  | RPG | APG | SPG | BPG | TO  | PPG |
| ---------------- | ------ | -- | -- | ---- | ---- | ---- | ---- | --- | --- | --- | --- | --- | --- |
| bjリーグ 2015-16 | 東京   | 0  | 0  | 0    |      |      |      |     |     |     |     |     |     |
| bjリーグ 2015-16 | 広島L  | 37 | 27 | 25.8 | 36.8 | 28.0 | 33.3 | 4.6 | 0.6 | 0.7 | 0.4 | 1.0 | 4.1 |
| B2 2017-18       | 秋田   | 29 | 4  | 7.2  | 21.9 | 15.0 | 66.7 | 0.8 | 0.4 | 0.3 | 0.1 | 0.4 | 0.7 |
| B2 2018-19       | 青森   | 16 | 1  | 7.9  | 42.9 | 18.2 | 33.3 | 1.4 | 0.4 | 0.4 | 0.1 | 0.2 | 1.7 |
| B2 2018-19       | 奈良   |    |    |      |      |      |      |     |     |     |     |     |     |